# نادي شمال ملبورن لكرة القدم
نادي شمال ملبورن لكرة القدم (بالإنجليزية: North Melbourne Football Club)‏ هو نادي كرة القدم الأسترالية أسترالي تأسس في 1869 ، يقع مقره الرئيسي في ملبورن، ويلعب في دوري كرة القدم الأسترالية.

## وصلات خارجية
- الموقع الرسمي